# Rueun
Rueun ([ʁu̯ɛʊ̯n]ⓘ, deutsch und bis 1943 offiziell Ruis) ist eine Fraktion der Gemeinde Ilanz/Glion im Schweizer Kanton Graubünden. Bis Ende 2013 bildete es eine eigene politische Gemeinde.

## Geographie

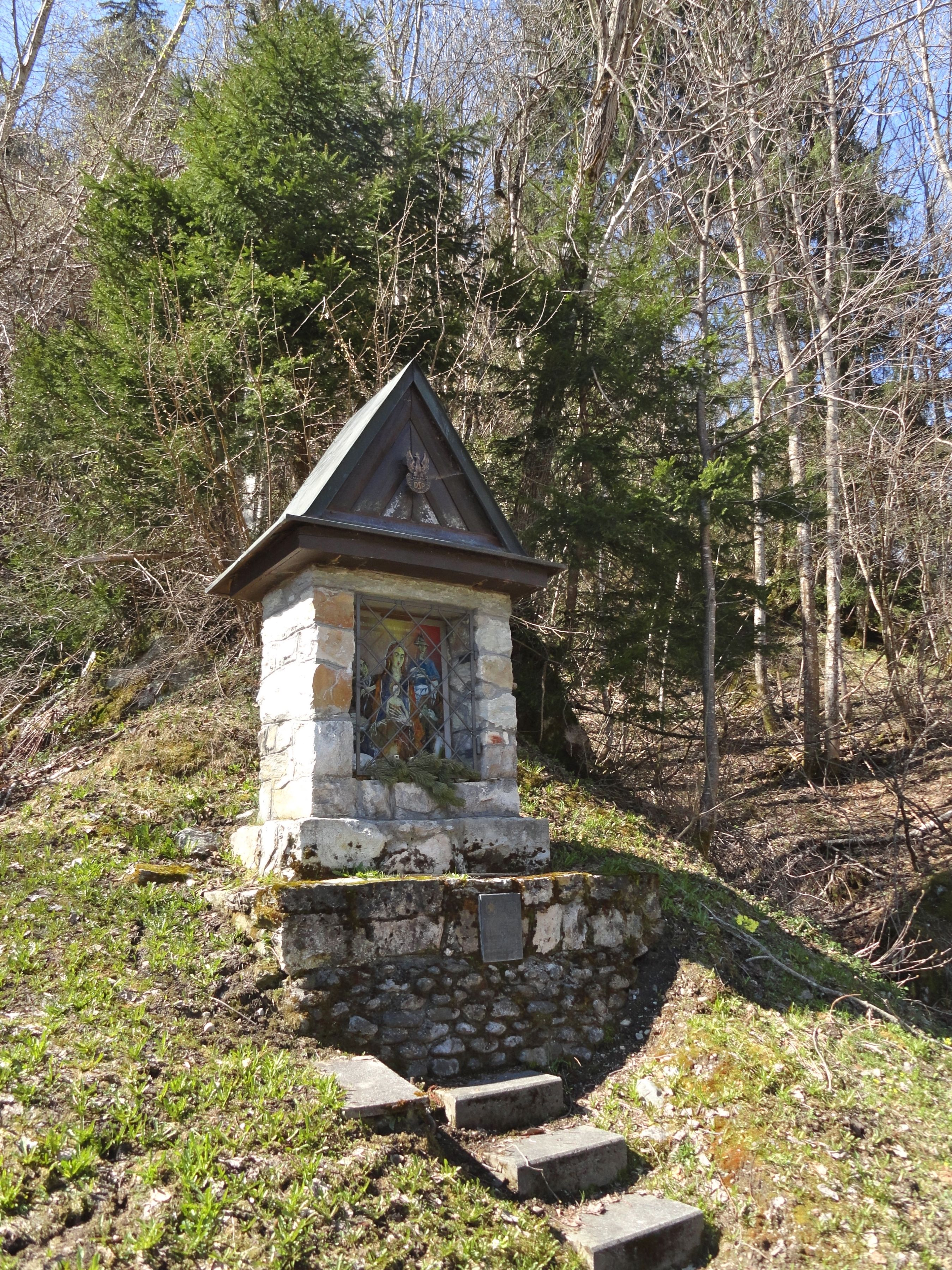
Bildstock zum Gedenken an die Erbauer des Polenwegs

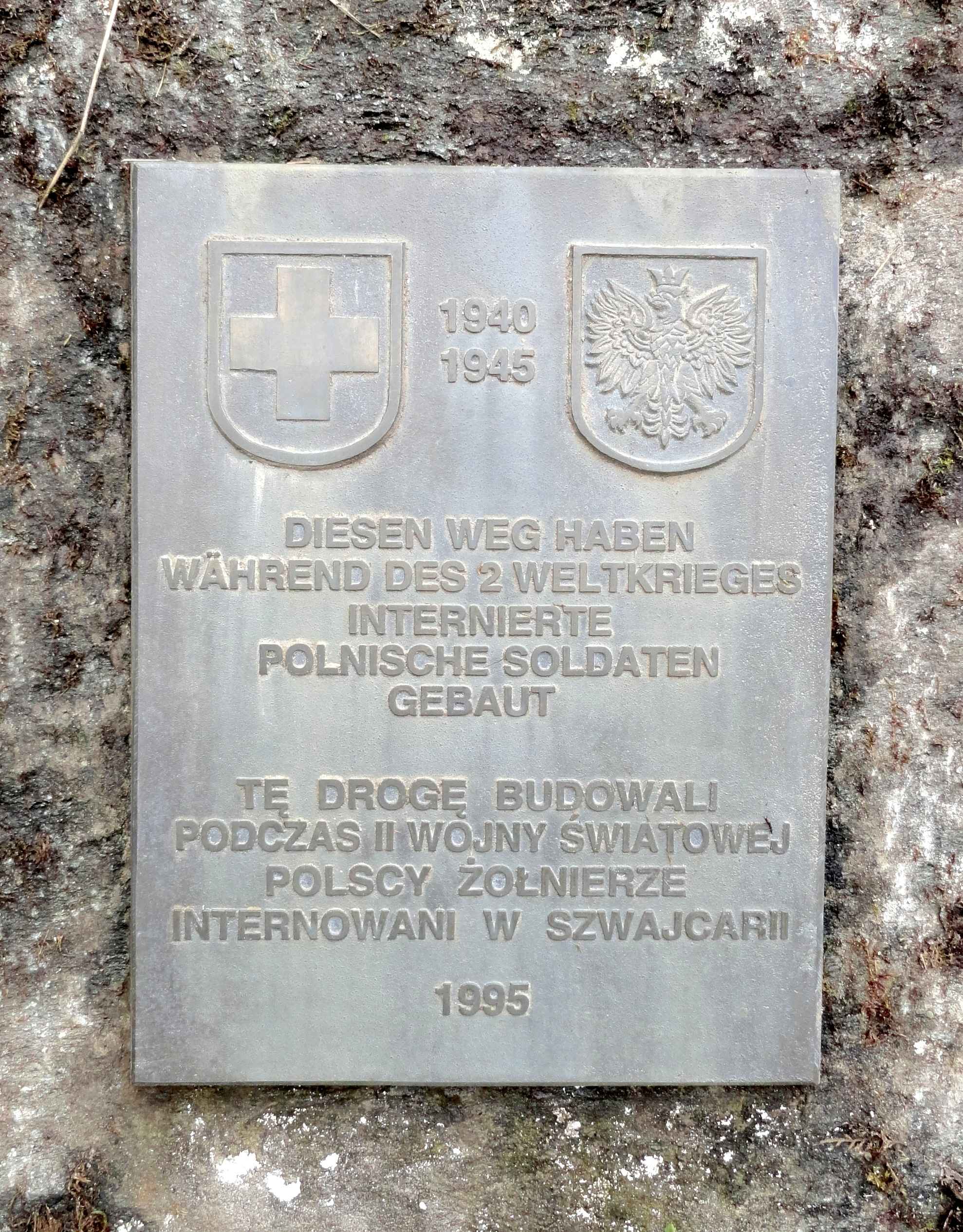
Gedenktafel

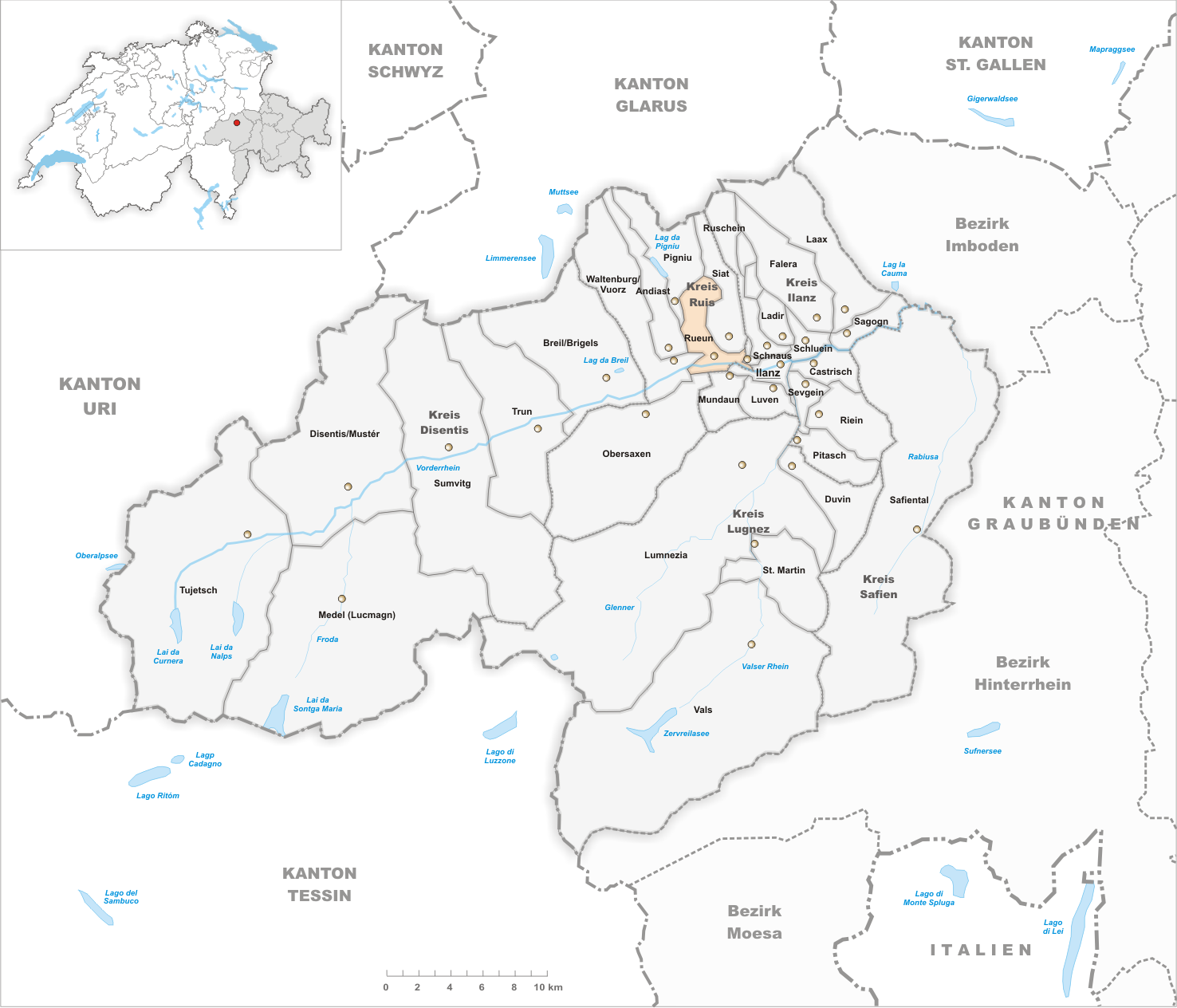
Gemeindestand vor der Fusion am 1. Januar 2014

Historisches Luftbild von Werner Friedli vom 19. März 1957

Das Territorium der heutigen Ilanzer Fraktion Rueun umfasst Gebiete links und rechts des Vorderrheins. Auf der rechten Seite liegt unbesiedeltes Waldgebiet und längs des Vorderrheins das bedeutende Auenschutzgebiet Ogna da Pardiala, in dem neben seltenen Pflanzen auch bedrohte und gefährdete Tierarten leben. Am linken Ufer reicht der Ort vom Talboden (San Clau, 739 m ü. M.) bis hinauf zum Fil da Rueun (2351 m). Das Dorf selber liegt auf einer Terrasse leicht oberhalb des Talbodens, der durch den Vorderrhein dominiert wird. Oberhalb und nördlich des Dorfes befinden sich zahlreiche Maiensässe, die früher in traditioneller Alpinwirtschaftweise saisonal und intensiv genutzt worden waren, einzelne werden touristisch genutzt. Vom gesamten ehemaligen Gemeindegebiet von 1158 ha sind 533 ha landwirtschaftlich nutzbar. 506 ha sind von Wald und Gehölz bedeckt. Das restliche Gemeindeareal umfasst 68 ha unproduktive Fläche (Gebirge) und 51 ha Siedlungsfläche. Ein Grossteil der Einwohner lebt von der Landwirtschaft, dem Tourismus, dem Kleingewerbe und von Arbeitsplätzen im Regionalzentrum Ilanz.
Ab Rueun führt eine Bergstrasse zum Stausee und zum Bergdorf Pigniu sowie über enge Nebenstrassen nach Siat und Andiast. Rueun hatte in früheren Epochen ein günstiges Warmklima, da ein Fund eines nacheiszeitlichen Eichenstrunkes (heute im Bündner Naturmuseum Chur) den Klima- und Vegetationswandel gut dokumentiert. Seit den katastrophalen Hochwassern in der Surselva 1987 und 2002 mit extremen Rüfen und Murgängen wurde das Dorf Rueun durch Schutzmauern von den Wildbächen abgeschirmt. Es hat sich dank seines milden Klimas als beliebter Wohnort unweit von Ilanz/Glion weiterentwickelt.
In der Nähe des Bahnhofs überspannt seit 1840 die Punt da Rueun den Vorderrhein. Sie führt zur rechten Seite des Flusses zum Polenweg, der von Ilanz nach Tavanasa so genannt wird. Er wurde zwischen 1940 und 1945 von internierten, mehrheitlich polnischen Soldaten erbaut. Erinnerungstafeln und ein Bildstock am westlichen Ende des Plaun grond erinnern daran. Der ungeteerte Feldweg verläuft entlang des Vorderrheines und ist eine beliebte Wander- und Bikeroute längs des Rheines von Disentis/Mustér bis Ilanz/Glion.

## Geschichte

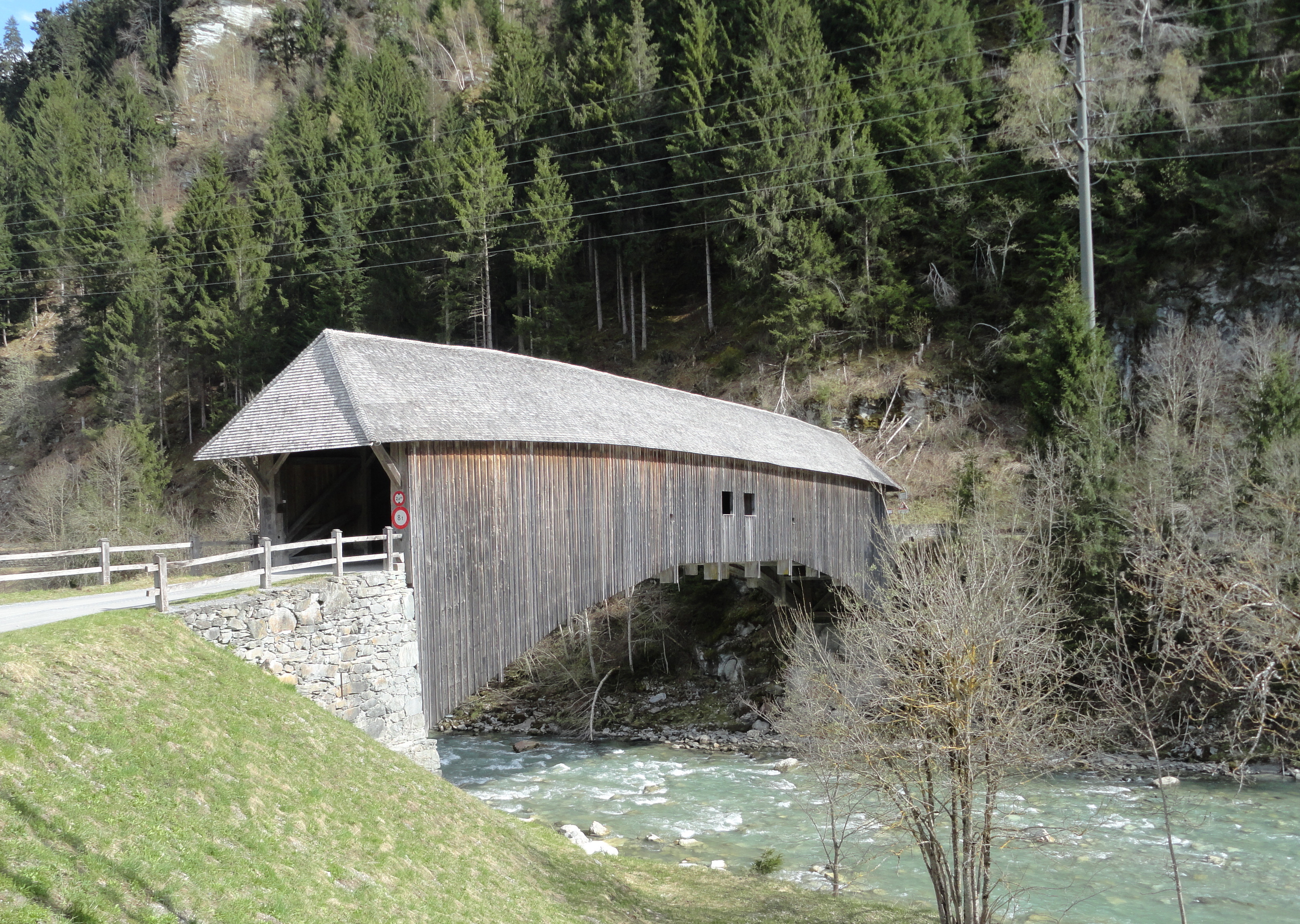
Punt da Rueun und Vorderrhein

Auf dem Gebiet von Rueun wurden drei Bronzebeile gefunden. Der Ort Rueun ist um 765 erstmals als Ruane im Testament von Bischof Tello erwähnt. Der Name stammt vom Lateinischen rova ab, was Erdrutsch bedeutet. Diese Bezeichnung bezieht sich auf den Schuttkegel des Dorfbaches, auf dem das Dorf erstmals längerfristig besiedelt wurde.
Im Frühmittelalter besass die Abtei Disentis Grundeigentum in Rueun. Zu dieser Zeit befand sich hier auch ein grosser karolingischer Königshof. Im Hochmittelalter gehörte Rueun zur Herrschaft Jörgenberg, 1473 bis 1734 zur Gerichtsgemeinde Waltensburg, anschliessend war es Zentrum des (katholischen) Gerichts Rueun. Die Kirche St. Andreas wird 831 als königliche Eigenkirche erwähnt, später war sie im Besitz des Klosters Pfäfers, 1472 wurde sie von der Abtei Disentis inkorporiert. Seit 1476 ist Rueun eine eigenständige Pfarrei, die 1628 bis 1644 von Kapuzinern betreut wurde.
Vom Spätmittelalter an wurde im Val Schmuer, auf der Alp Renasca und in Sul Rhein Erz abgebaut. 1588 sind fünf Gruben belegt, intensiver Abbau erfolgte Anfang des 17. und im 19. Jahrhundert. Die Minen werden seit Ende des Ersten Weltkriegs nicht mehr genutzt. Man möchte diese, ähnlich wie im benachbarten Obersaxen, für Tourismuszwecke wieder zugänglich machen. Rueun hatte in früherer Zeit eine gewisse Bedeutung als Passfussort und als Durchgangsort an der Lukmanier-Passroute. Das Dorf und die ganze Region wurden 1799 durch die durchziehenden Truppen des Generals Alexander Suworow, die den Panixerpass unter hohen Strapazen überschritten hatten, stark geschädigt.
Mit Siat besteht eine Alpgemeinschaft. 1998 wurde eine Melioration genehmigt. Rueun zählt neben einer geringen Anzahl Landwirtschafts- zahlreiche Gewerbebetriebe und weist einen gut entwickelten dritten Sektor auf mit sanftem Tourismus im Einzugsgebiet der Wintersportzentren der Surselva.
Am 1. Januar 2014 fusionierte Rueun mit den damaligen Gemeinden Castrisch, Duvin, Ilanz, Ladir, Luven, Pigniu, Pitasch, Riein, Ruschein, Schnaus, Sevgein, Siat zur neuen Gemeinde Ilanz/Glion.

## Wappen
| Wappen von Rueun | Blasonierung: «In Rot das goldene (gelbe) Brustbild des Apostel Andreas mit silbernem Nimbus, vor sich ein naturfarbenes Andreaskreuz haltend»                                                                |
| Wappen von Rueun | Das Wappenmotiv des Heiligen Andreas wurde von der ehemaligen Gemeinde auf einer Fahne als auch in einem Siegel verwendet. Es verweist auf die historische Beziehung der Ruiser Pfarrei zum Kloster Disentis. |

Seit der Gemeindefusion hat das Wappen nur mehr historischen Charakter, da Rueun ähnlich wie die benachbarten eingemeindeten Fraktionen heute das Emblem von Ilanz/Glion verwendet.

## Bevölkerung
| Bevölkerungsentwicklung | Bevölkerungsentwicklung | Bevölkerungsentwicklung | Bevölkerungsentwicklung | Bevölkerungsentwicklung | Bevölkerungsentwicklung | Bevölkerungsentwicklung | Bevölkerungsentwicklung |
| ----------------------- | ----------------------- | ----------------------- | ----------------------- | ----------------------- | ----------------------- | ----------------------- | ----------------------- |
| Jahr                    | 1850                    | 1900                    | 1910                    | 1950                    | 2000                    | 2004                    | 2013                    |
| Einwohner               | 365                     | 371                     | 495                     | 501                     | 460                     | 431                     | 426                     |

Von den Ende 2004 431 Bewohnern waren 400 Schweizer Staatsangehörige und zur Hauptsache Rätoromanen.

## Sehenswürdigkeiten

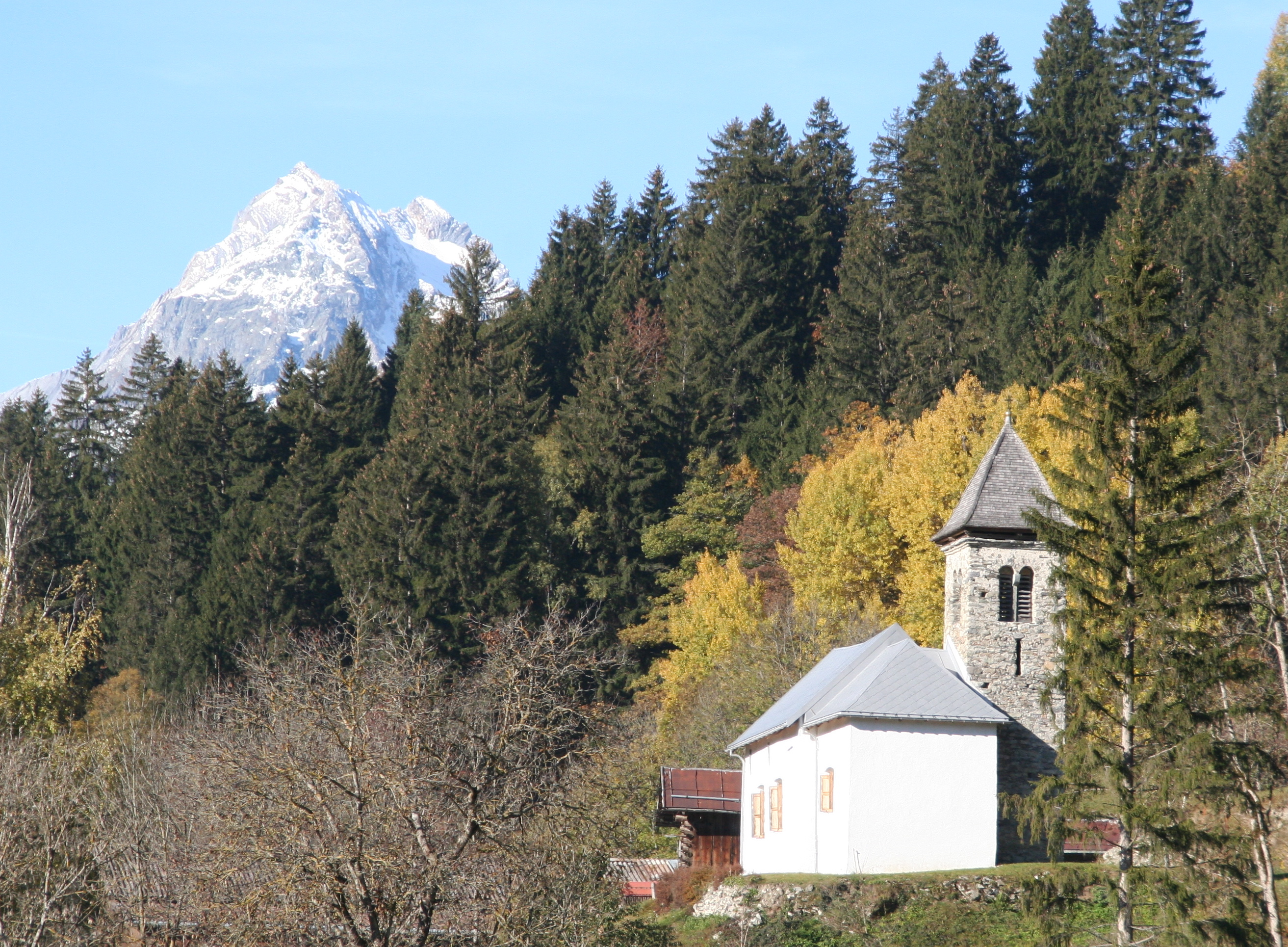
Kapelle Magdalena

Bedeutende Profanbauten sind das 1610 erbaute Obere Haus Deflorin und die Casa alva (erbaut 1662 durch Simeon Deflorin), zwei stattliche Bürgerhäuser.

## Kirchen
Die einzige Dorfkirche ist die katholische Kirche St. Andreas, die erstmals 840 erwähnt wird. Daneben stehen in Rueun vier Kapellen: St. Nikolaus unterhalb des Dorfes, St. Franziskus und St. Antonius von Padua beide an der Strasse nach Pigniu und St. Maria Magdalena am östlichen Ende des Dorfes vor Schnaus.

## Bilder

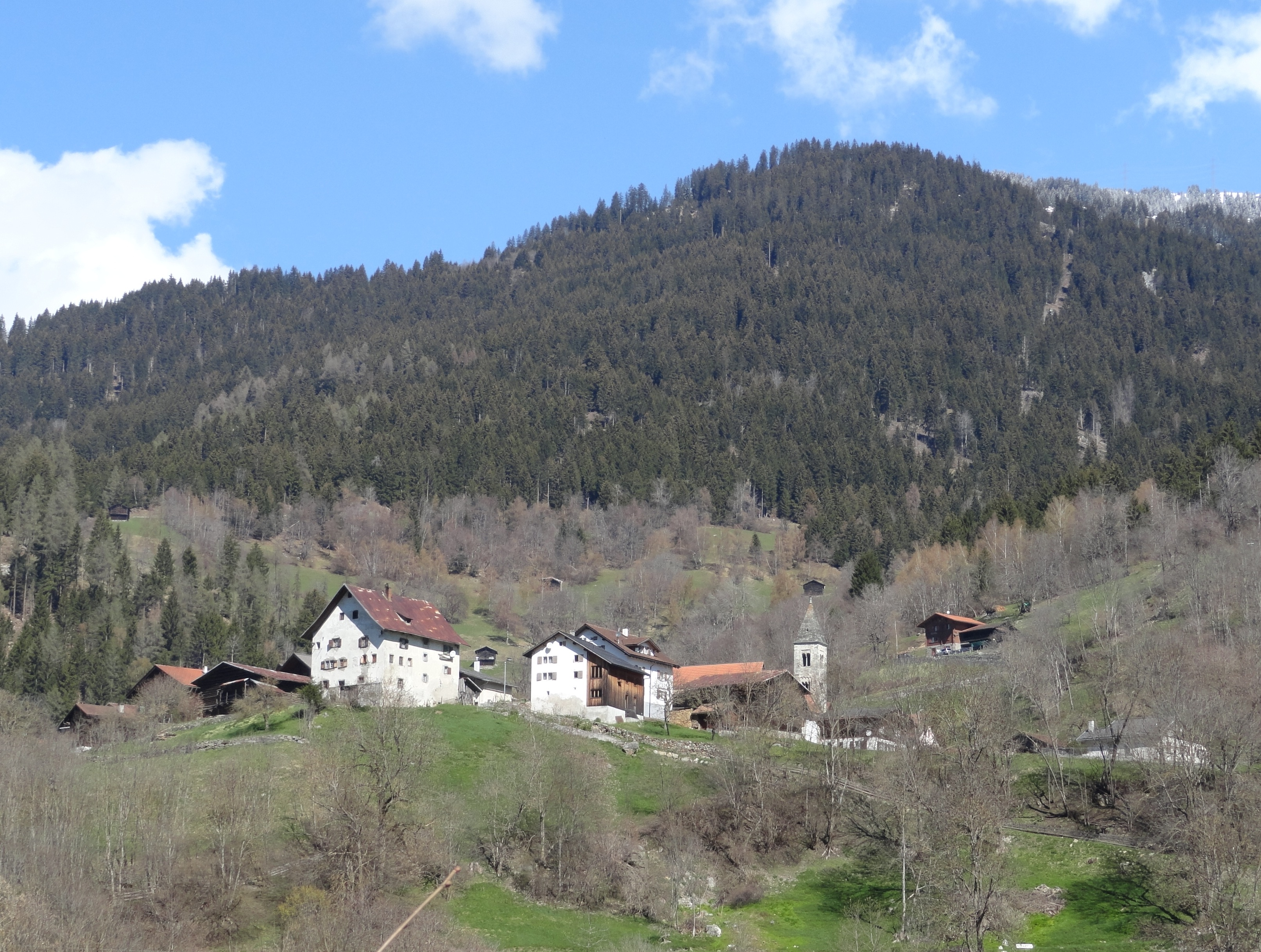
Rueun im April 2012
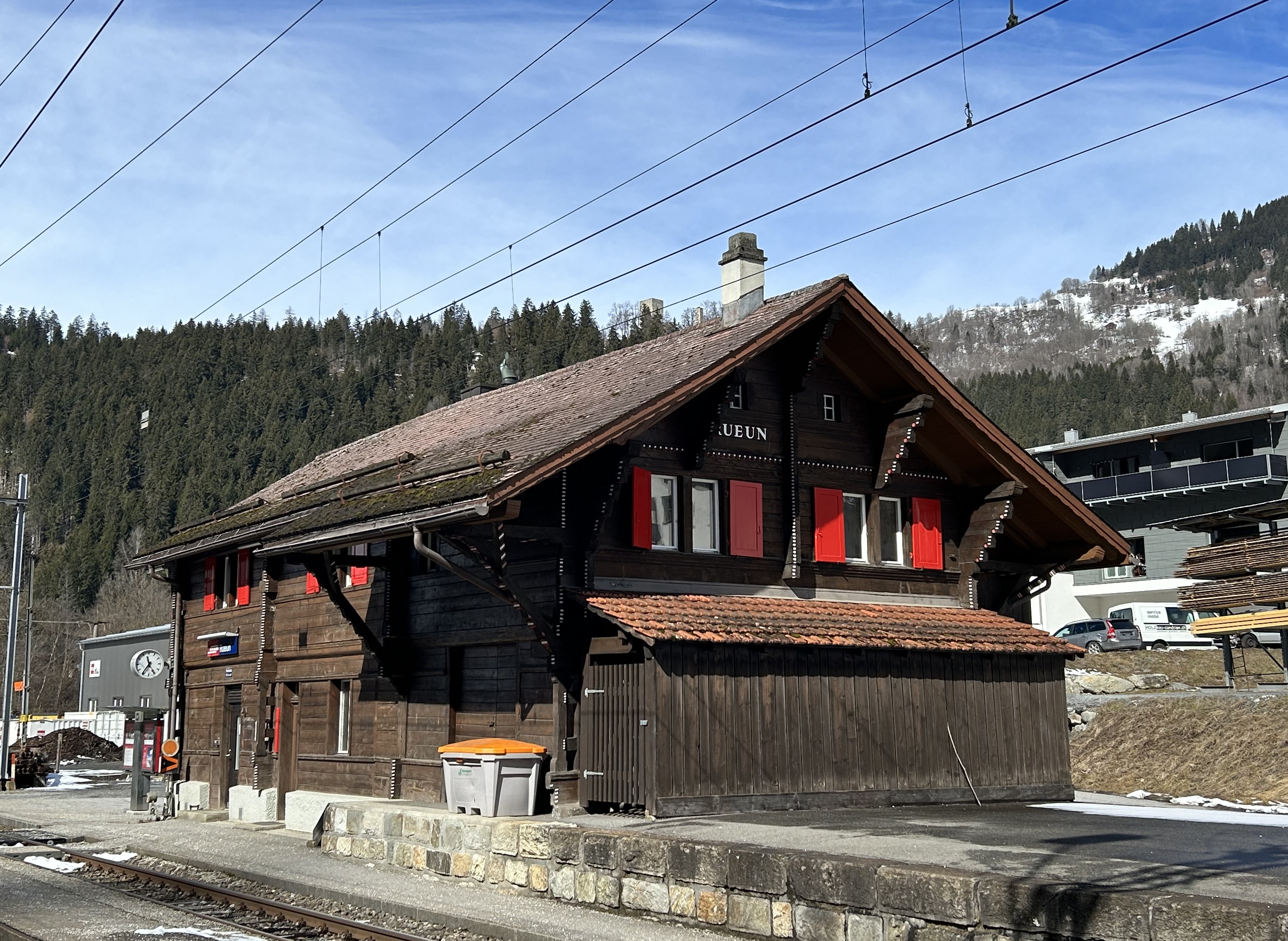
RhB-Station Rueun 2023
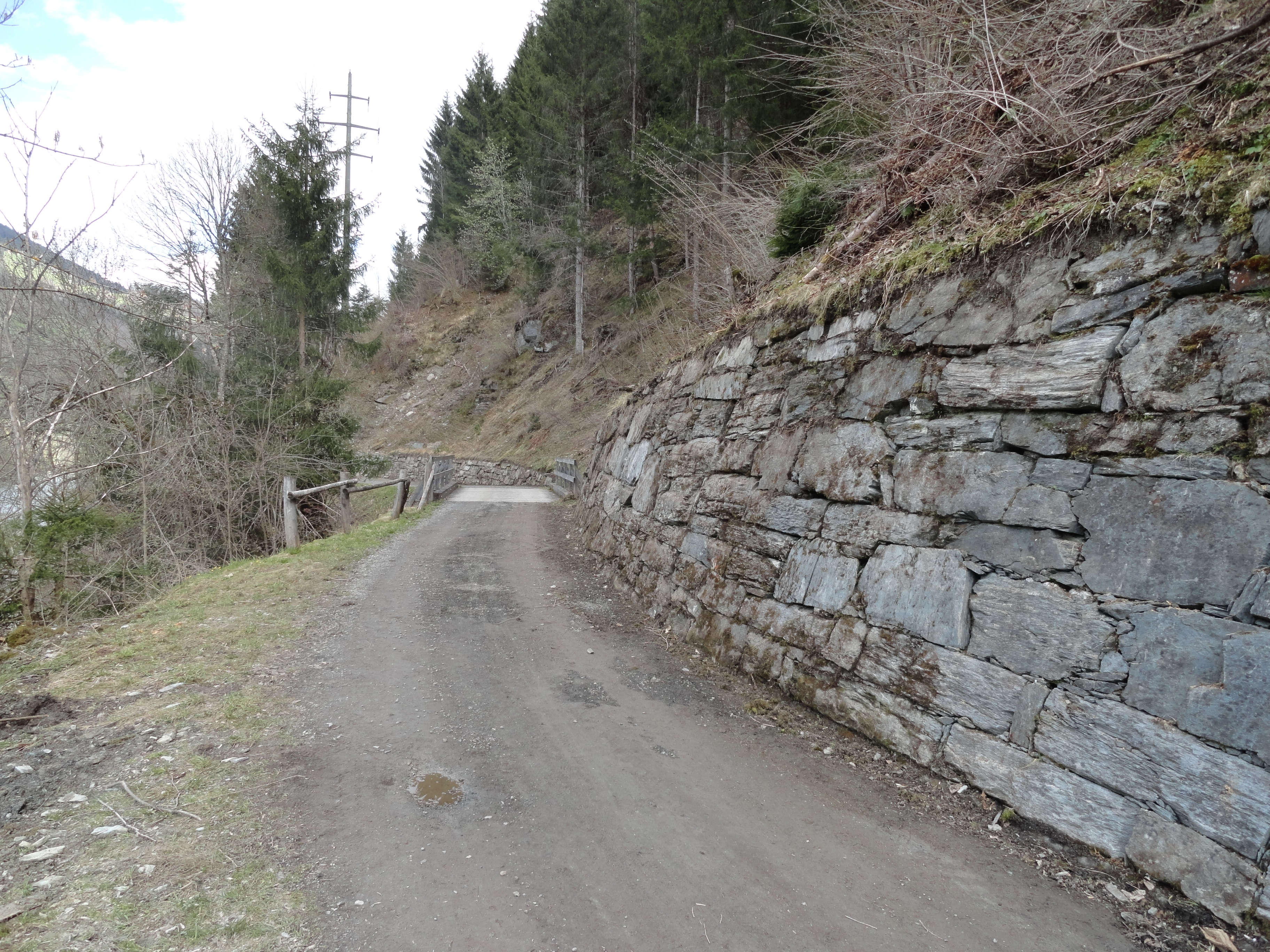
Polenweg bei der Punt da Rueun

## Persönlichkeiten
Der Schweizer Dirigent und Komponist Oscar Tschuor wurde 1912 in Rueun geboren. 
In Rueun wohnt die Bündner Schauspielerin und Sängerin Corin Curschellas.